# Carbohydrate Research
Carbohydrate Research, abgekürzt Carbohyd. Res., ist eine wissenschaftliche Fachzeitschrift, die vom Elsevier-Verlag veröffentlicht wird. Die erste Ausgabe erschien im Jahr 1965. Derzeit erscheint die Zeitschrift achtzehnmal im Jahr. Es werden Artikel aus allen Bereichen der Kohlenhydratchemie und -biochemie veröffentlicht.
Der Impact Factor lag im Jahr 2024 bei 2,5. Nach der Statistik des ISI Web of Knowledge wurde das Journal 2014 in der Kategorie Biochemie & Molekularbiologie an 213. Stelle von 289 Zeitschriften, in der Kategorie angewandte Chemie an 24. Stelle von 70 Zeitschriften und in der Kategorie Organische Chemie an 32. Stelle von 57 Zeitschriften geführt.
Chefredakteurin ist M. Carmen Galan (University of Bristol, Vereinigtes Königreich).